# Anne-Marie (Sängerin)/Auszeichnungen für Musikverkäufe

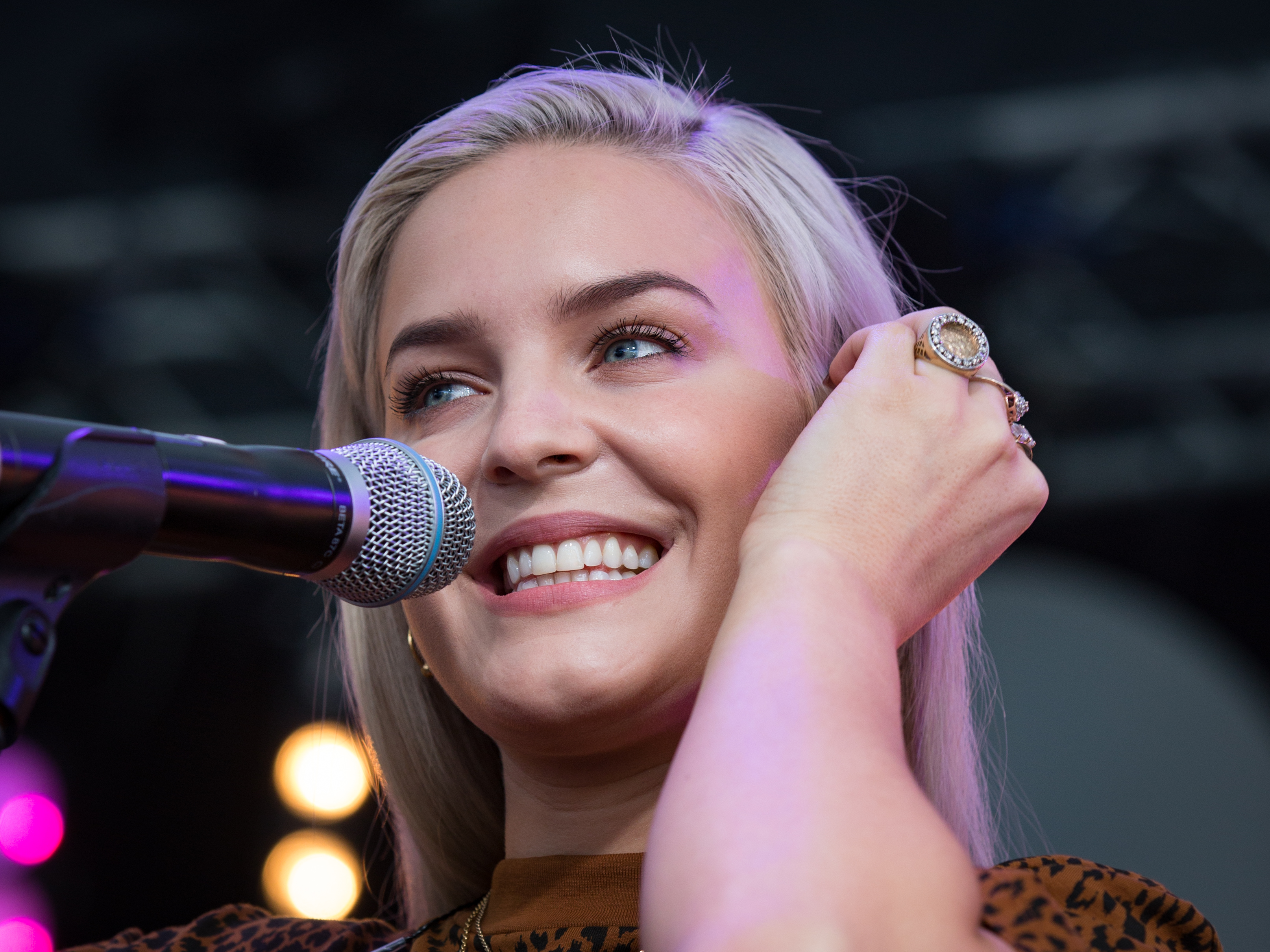
Anne-Marie (2017)

Dies ist eine Übersicht über die Auszeichnungen für Musikverkäufe der britischen Pop-Sängerin Anne-Marie. Die Auszeichnungen finden sich nach ihrer Art (Gold, Platin usw.), nach Staaten getrennt in chronologischer Reihenfolge, geordnet sowie nach den Tonträgern selbst, ebenfalls in chronologischer Reihenfolge, getrennt nach Medium (Alben, Singles usw.), wieder.

## Auszeichnungen
| - Vereinigtes Königreich - 2018: für die Single Rumour Mill - 2018: für die Single Heavy - 2019: für die Single Either Way - 2019: für die Single Let Me Live - 2020: für die Single Times Like These - 2021: für die Single Way Too Long - 2023: für die Single Then - 2024: für das Album Unhealthy - 2025: für die Single Cry Baby - Australien - 2019: für die Single Let Me Live - Belgien - 2017: für die Single Ciao Adios - 2019: für die Single Don’t Leave Me Alone - 2024: für die Single Unhealthy - Dänemark - 2021: für die Single Rewrite the Stars - 2022: für das Album Speak Your Mind - 2024: für die Single Baby Don’t Hurt Me - 2024: für die Single Ciao Adios - 2025: für die Single Unhealthy - Deutschland - 2018: für die Single Alarm - 2024: für die Single Baby Don’t Hurt Me - Frankreich - 2018: für die Single Ciao Adios - 2019: für die Single Don’t Leave Me Alone - 2022: für die Single 2002 - 2023: für das Album Speak Your Mind - Griechenland - 2023: für die Single Baby Don’t Hurt Me - Italien - 2017: für die Single Ciao Adios - 2018: für die Single Don’t Leave Me Alone - 2019: für die Single 2002 - 2021: für die Single Rewrite the Stars - Japan - 2025: für das Streaming Friends - 2025: für das Streaming Rockabye - Kanada - 2022: für die Single Ciao Adios - Neuseeland - 2019: für die Single Ciao Adios - 2019: für die Single Don’t Leave Me Alone - 2020: für die Single Let Me Live - 2025: für die Single Psycho - Niederlande - 2018: für das Album Speak Your Mind - 2023: für die Single Unhealthy - Norwegen - 2020: für die Single Don’t Leave Me Alone - Österreich - 2018: für die Single Friends - 2023: für das Album Speak Your Mind - Polen - 2022: für das Album Speak Your Mind - 2023: für die Single Rumour Mill - 2024: für die Single Unhealthy - 2024: für die Single Rewrite the Stars - Schweiz - 2017: für die Single Ciao Adios - Spanien - 2024: für die Single Rewrite the Stars - Vereinigte Staaten - 2017: für die Single Alarm - 2020: für die Single Rewrite the Stars - 2020: für die Single Fuck, I’m Lonely - 2023: für die Single Don’t Leave Me Alone - Vereinigtes Königreich - 2021: für die Single Don’t Leave Me Alone - 2022: für die Single Fuck, I’m Lonely - 2022: für das Album Therapy - 2023: für die Single Perfect To Me - 2023: für die Single Come Over - 2024: für die Single Unhealthy - 2025: für die Single Birthday | - Australien - 2016: für die Single Catch 22 - 2019: für die Single Ciao Adios - 2019: für die Single Don’t Leave Me Alone - 2023: für die Single Do It Right - 2023: für die Single Baby Don’t Hurt Me - Belgien - 2018: für die Single Friends - 2019: für die Single 2002 - Deutschland - 2018: für die Single Friends - 2021: für die Single Ciao Adios - 2023: für die Single 2002 - Finnland - 2018: für das Album Speak Your Mind - Irland - 2016: für die Single Alarm - Italien - 2017: für die Single Alarm - 2018: für die Single Friends - Japan - 2023: für das Streaming 2002 - Kanada - 2022: für die Single Alarm - 2023: für die Single Our Song - 2023: für die Single Don’t Leave Me Alone - Neuseeland - 2018: für die Single Friends - 2020: für die Single Fuck, I’m Lonely - 2023: für die Single Alarm - Niederlande - 2018: für die Single Alarm - Norwegen - 2017: für die Single Alarm - 2020: für die Single Rewrite the Stars - Österreich - 2019: für die Single Rockabye - 2023: für die Single Baby Don’t Hurt Me - Polen - 2017: für die Single Alarm - 2019: für die Single Don’t Leave Me Alone - 2021: für die Single Ciao Adios - 2024: für die Single Baby Don’t Hurt Me - Portugal - 2021: für die Single Rewrite the Stars - 2021: für die Single 2002 - 2024: für die Single Baby Don’t Hurt Me - Schweiz - 2018: für die Single Friends - 2018: für die Single 2002 - Singapur - 2018: für das Album Speak Your Mind - Spanien - 2023: für die Single 2002 - 2024: für die Single Baby Don’t Hurt Me - Südkorea - 2020: für die Single 2002 - Taiwan - 2019: für die Single 2002 - 2019: für die Single Friends - Vereinigte Staaten - 2021: für das Album Speak Your Mind - Vereinigtes Königreich - 2017: für die Single Alarm - 2020: für die Single Rewrite the Stars - 2020: für das Album Speak Your Mind - 2021: für die Single Don’t Play - 2023: für die Single Kiss My (Uh-Oh) - 2023: für die Single Psycho - 2024: für die Single Baby Don’t Hurt Me - 2024: für die Single Our Song | - Australien - 2021: für die Single Fuck, I’m Lonely - Belgien - 2017: für die Single Rockabye - Dänemark - 2020: für die Single Friends - 2025: für die Single 2002 - Deutschland - 2019: für die Single Rockabye - Italien - 2024: für die Single Baby Don’t Hurt Me - Kanada - 2022: für das Album Speak Your Mind - 2024: für die Single Baby Don’t Hurt Me - Niederlande - 2018: für die Single Ciao Adios - Schweiz - 2017: für die Single Rockabye - Norwegen - 2020: für die Single 2002 - 2020: für die Single Friends - Österreich - 2023: für die Single 2002 - Polen - 2021: für die Single 2002 - Portugal - 2019: für die Single Rockabye - 2022: für die Single Friends - Spanien - 2018: für die Single Friends - Vereinigte Staaten - 2021: für die Single 2002 - Vereinigtes Königreich - 2022: für die Single Ciao Adios - Australien - 2018: für die Single Alarm - Dänemark - 2024: für die Single Rockabye - Neuseeland - 2025: für das Album Speak Your Mind - Norwegen - 2020: für das Album Speak Your Mind - Schweiz - 2025: für die Single Baby Don’t Hurt Me - Südkorea - 2022: für das Streaming 2002 - Vereinigte Staaten - 2018: für die Single Rockabye - Vereinigtes Königreich - 2025: für die Single Friends - Australien - 2020: für die Single Friends - Neuseeland - 2023: für die Single Rockabye - Norwegen - 2017: für die Single Rockabye - Polen - 2020: für die Single Friends - Spanien - 2017: für die Single Rockabye - Vereinigte Staaten - 2021: für die Single Friends - Vereinigtes Königreich - 2023: für die Single Rockabye - 2024: für die Single 2002 - Australien - 2018: für die Single Rockabye - Kanada - 2023: für die Single 2002 - Niederlande - 2018: für die Single Rockabye - Neuseeland - 2025: für die Single 2002 - Italien - 2017: für die Single Rockabye - Kanada - 2023: für die Single Friends - Australien - 2023: für die Single 2002 - Kanada - 2023: für die Single Rockabye - Frankreich - 2017: für die Single Rockabye - 2020: für die Single Friends - 2024: für die Single Baby Don’t Hurt Me - Polen - 2021: für die Single Rockabye |

## Auszeichnungen nach Alben

### Speak Your Mind
| Land/Region                  | Auszeichnungen für Musikverkäufe (Land/Region, Auszeichnung, Verkäufe) | Verkäufe  |
| ---------------------------- | ---------------------------------------------------------------------- | --------- |
| Dänemark (IFPI)              | Gold                                                                   | 10.000    |
| Finnland (IFPI)              | Platin                                                                 | 20.000    |
| Frankreich (SNEP)            | Gold                                                                   | 50.000    |
| Kanada (MC)                  | 2× Platin                                                              | 160.000   |
| Neuseeland (RMNZ)            | 3× Platin                                                              | 45.000    |
| Niederlande (NVPI)           | Gold                                                                   | 20.000    |
| Norwegen (IFPI)              | 3× Platin                                                              | 60.000    |
| Österreich (IFPI)            | Gold                                                                   | 7.500     |
| Polen (ZPAV)                 | Gold                                                                   | 10.000    |
| Singapur (RIAS)              | Platin                                                                 | 10.000    |
| Vereinigte Staaten (RIAA)    | Platin                                                                 | 1.000.000 |
| Vereinigtes Königreich (BPI) | Platin                                                                 | 300.000   |
| Insgesamt                    | 5× Gold · 12× Platin ·                                                 | 1.692.500 |

### Therapy
| Land/Region                  | Auszeichnungen für Musikverkäufe (Land/Region, Auszeichnung, Verkäufe) | Verkäufe |
| ---------------------------- | ---------------------------------------------------------------------- | -------- |
| Vereinigtes Königreich (BPI) | Gold                                                                   | 100.000  |
| Insgesamt                    | 1× Gold ·                                                              | 100.000  |

### Unhealthy
| Land/Region                  | Auszeichnungen für Musikverkäufe (Land/Region, Auszeichnung, Verkäufe) | Verkäufe |
| ---------------------------- | ---------------------------------------------------------------------- | -------- |
| Vereinigtes Königreich (BPI) | Silber                                                                 | 60.000   |
| Insgesamt                    | 1× Silber ·                                                            | 60.000   |

## Auszeichnungen nach Singles

### Rumour Mill
| Land/Region                  | Auszeichnungen für Musikverkäufe (Land/Region, Auszeichnung, Verkäufe) | Verkäufe |
| ---------------------------- | ---------------------------------------------------------------------- | -------- |
| Polen (ZPAV)                 | Gold                                                                   | 25.000   |
| Vereinigtes Königreich (BPI) | Silber                                                                 | 200.000  |
| Insgesamt                    | 1× Silber · 1× Gold ·                                                  | 225.000  |

### Do It Right
| Land/Region       | Auszeichnungen für Musikverkäufe (Land/Region, Auszeichnung, Verkäufe) | Verkäufe |
| ----------------- | ---------------------------------------------------------------------- | -------- |
| Australien (ARIA) | Platin                                                                 | 70.000   |
| Insgesamt         | 1× Platin ·                                                            | 70.000   |

### Alarm
| Land/Region                  | Auszeichnungen für Musikverkäufe (Land/Region, Auszeichnung, Verkäufe) | Verkäufe  |
| ---------------------------- | ---------------------------------------------------------------------- | --------- |
| Australien (ARIA)            | 3× Platin                                                              | 210.000   |
| Deutschland (BVMI)           | Gold                                                                   | 200.000   |
| Irland (IRMA)                | Platin                                                                 | 15.000    |
| Italien (FIMI)               | Platin                                                                 | 50.000    |
| Kanada (MC)                  | Platin                                                                 | 80.000    |
| Neuseeland (RMNZ)            | Platin                                                                 | 30.000    |
| Niederlande (NVPI)           | Platin                                                                 | 80.000    |
| Norwegen (IFPI)              | Platin                                                                 | 40.000    |
| Polen (ZPAV)                 | Platin                                                                 | 20.000    |
| Vereinigte Staaten (RIAA)    | Gold                                                                   | 500.000   |
| Vereinigtes Königreich (BPI) | Platin                                                                 | 1.100.000 |
| Insgesamt                    | 2× Gold · 11× Platin ·                                                 | 2.325.000 |

### Catch 22
| Land/Region       | Auszeichnungen für Musikverkäufe (Land/Region, Auszeichnung, Verkäufe) | Verkäufe |
| ----------------- | ---------------------------------------------------------------------- | -------- |
| Australien (ARIA) | Platin                                                                 | 70.000   |
| Insgesamt         | 1× Platin ·                                                            | 70.000   |

### Rockabye
| Land/Region                  | Auszeichnungen für Musikverkäufe (Land/Region, Auszeichnung, Verkäufe) | Verkäufe  |
| ---------------------------- | ---------------------------------------------------------------------- | --------- |
| Australien (ARIA)            | 5× Platin                                                              | 350.000   |
| Belgien (BRMA)               | 2× Platin                                                              | 60.000    |
| Dänemark (IFPI)              | 3× Platin                                                              | 270.000   |
| Deutschland (BVMI)           | 2× Platin                                                              | 800.000   |
| Frankreich (SNEP)            | Diamant                                                                | 233.333   |
| Italien (FIMI)               | 7× Platin                                                              | 350.000   |
| Kanada (MC)                  | 9× Platin                                                              | 720.000   |
| Neuseeland (RMNZ)            | 4× Platin                                                              | 120.000   |
| Niederlande (NVPI)           | 5× Platin                                                              | 400.000   |
| Norwegen (IFPI)              | 4× Platin                                                              | 160.000   |
| Österreich (IFPI)            | Platin                                                                 | 30.000    |
| Polen (ZPAV)                 | 3× Diamant                                                             | 750.000   |
| Portugal (AFP)               | 2× Platin                                                              | 20.000    |
| Schweiz (IFPI)               | 2× Platin                                                              | 60.000    |
| Spanien (Promusicae)         | 4× Platin                                                              | 160.000   |
| Vereinigte Staaten (RIAA)    | 3× Platin                                                              | 3.000.000 |
| Vereinigtes Königreich (BPI) | 4× Platin                                                              | 2.400.000 |
| Insgesamt                    | 57× Platin · 4× Diamant ·                                              | 9.883.333 |

### Ciao Adios
| Land/Region                  | Auszeichnungen für Musikverkäufe (Land/Region, Auszeichnung, Verkäufe) | Verkäufe  |
| ---------------------------- | ---------------------------------------------------------------------- | --------- |
| Australien (ARIA)            | Platin                                                                 | 70.000    |
| Belgien (BRMA)               | Gold                                                                   | 15.000    |
| Dänemark (IFPI)              | Gold                                                                   | 45.000    |
| Deutschland (BVMI)           | Platin                                                                 | 400.000   |
| Frankreich (SNEP)            | Gold                                                                   | 66.666    |
| Italien (FIMI)               | Gold                                                                   | 25.000    |
| Kanada (MC)                  | Gold                                                                   | 40.000    |
| Neuseeland (RMNZ)            | Gold                                                                   | 15.000    |
| Niederlande (NVPI)           | 2× Platin                                                              | 160.000   |
| Polen (ZPAV)                 | Platin                                                                 | 50.000    |
| Schweiz (IFPI)               | Gold                                                                   | 10.000    |
| Vereinigtes Königreich (BPI) | 2× Platin                                                              | 1.300.000 |
| Insgesamt                    | 7× Gold · 7× Platin ·                                                  | 2.196.666 |

### Either Way
| Land/Region                  | Auszeichnungen für Musikverkäufe (Land/Region, Auszeichnung, Verkäufe) | Verkäufe |
| ---------------------------- | ---------------------------------------------------------------------- | -------- |
| Vereinigtes Königreich (BPI) | Silber                                                                 | 200.000  |
| Insgesamt                    | 1× Silber ·                                                            | 200.000  |

### Heavy
| Land/Region                  | Auszeichnungen für Musikverkäufe (Land/Region, Auszeichnung, Verkäufe) | Verkäufe |
| ---------------------------- | ---------------------------------------------------------------------- | -------- |
| Vereinigtes Königreich (BPI) | Silber                                                                 | 200.000  |
| Insgesamt                    | 1× Silber ·                                                            | 200.000  |

### Then
| Land/Region                  | Auszeichnungen für Musikverkäufe (Land/Region, Auszeichnung, Verkäufe) | Verkäufe |
| ---------------------------- | ---------------------------------------------------------------------- | -------- |
| Vereinigtes Königreich (BPI) | Silber                                                                 | 200.000  |
| Insgesamt                    | 1× Silber ·                                                            | 200.000  |

### Friends
| Land/Region                  | Auszeichnungen für Musikverkäufe (Land/Region, Auszeichnung, Verkäufe) | Verkäufe  |
| ---------------------------- | ---------------------------------------------------------------------- | --------- |
| Australien (ARIA)            | 4× Platin                                                              | 280.000   |
| Belgien (BRMA)               | Platin                                                                 | 30.000    |
| Dänemark (IFPI)              | 2× Platin                                                              | 180.000   |
| Deutschland (BVMI)           | Platin                                                                 | 400.000   |
| Frankreich (SNEP)            | Diamant                                                                | 333.333   |
| Italien (FIMI)               | Platin                                                                 | 50.000    |
| Kanada (MC)                  | 7× Platin                                                              | 560.000   |
| Neuseeland (RMNZ)            | Platin                                                                 | 30.000    |
| Norwegen (IFPI)              | 2× Platin                                                              | 120.000   |
| Österreich (IFPI)            | Gold                                                                   | 15.000    |
| Polen (ZPAV)                 | 4× Platin                                                              | 80.000    |
| Portugal (AFP)               | 2× Platin                                                              | 20.000    |
| Schweiz (IFPI)               | Platin                                                                 | 20.000    |
| Spanien (Promusicae)         | 2× Platin                                                              | 80.000    |
| Taiwan (RIT)                 | Platin                                                                 | 10.000    |
| Vereinigte Staaten (RIAA)    | 4× Platin                                                              | 4.000.000 |
| Vereinigtes Königreich (BPI) | 3× Platin                                                              | 1.800.000 |
| Insgesamt                    | 1× Gold · 36× Platin · 1× Diamant ·                                    | 8.008.333 |

### 2002
| Land/Region                  | Auszeichnungen für Musikverkäufe (Land/Region, Auszeichnung, Verkäufe) | Verkäufe  |
| ---------------------------- | ---------------------------------------------------------------------- | --------- |
| Australien (ARIA)            | 8× Platin                                                              | 560.000   |
| Belgien (BRMA)               | Platin                                                                 | 40.000    |
| Dänemark (IFPI)              | 2× Platin                                                              | 180.000   |
| Deutschland (BVMI)           | Platin                                                                 | 400.000   |
| Frankreich (SNEP)            | Gold                                                                   | 100.000   |
| Italien (FIMI)               | Gold                                                                   | 25.000    |
| Kanada (MC)                  | 5× Platin                                                              | 400.000   |
| Neuseeland (RMNZ)            | 6× Platin                                                              | 180.000   |
| Norwegen (IFPI)              | 2× Platin                                                              | 120.000   |
| Österreich (IFPI)            | 2× Platin                                                              | 60.000    |
| Polen (ZPAV)                 | 2× Platin                                                              | 100.000   |
| Portugal (AFP)               | Platin                                                                 | 10.000    |
| Schweiz (IFPI)               | Platin                                                                 | 20.000    |
| Spanien (Promusicae)         | Platin                                                                 | 60.000    |
| Südkorea (KMCA)              | Platin                                                                 | 2.500.000 |
| Taiwan (RIT)                 | Platin                                                                 | 10.000    |
| Vereinigte Staaten (RIAA)    | 2× Platin                                                              | 2.000.000 |
| Vereinigtes Königreich (BPI) | 4× Platin                                                              | 2.400.000 |
| Insgesamt                    | 2× Gold · 40× Platin ·                                                 | 9.165.000 |

### Let Me Live
| Land/Region                  | Auszeichnungen für Musikverkäufe (Land/Region, Auszeichnung, Verkäufe) | Verkäufe |
| ---------------------------- | ---------------------------------------------------------------------- | -------- |
| Australien (ARIA)            | Gold                                                                   | 35.000   |
| Neuseeland (RMNZ)            | Gold                                                                   | 15.000   |
| Vereinigtes Königreich (BPI) | Silber                                                                 | 200.000  |
| Insgesamt                    | 1× Silber · 2× Gold ·                                                  | 250.000  |

### Don’t Leave Me Alone
| Land/Region                  | Auszeichnungen für Musikverkäufe (Land/Region, Auszeichnung, Verkäufe) | Verkäufe  |
| ---------------------------- | ---------------------------------------------------------------------- | --------- |
| Australien (ARIA)            | Platin                                                                 | 70.000    |
| Belgien (BRMA)               | Gold                                                                   | 20.000    |
| Frankreich (SNEP)            | Gold                                                                   | 100.000   |
| Italien (FIMI)               | Gold                                                                   | 25.000    |
| Kanada (MC)                  | Platin                                                                 | 80.000    |
| Neuseeland (RMNZ)            | Gold                                                                   | 15.000    |
| Norwegen (IFPI)              | Gold                                                                   | 30.000    |
| Polen (ZPAV)                 | Platin                                                                 | 20.000    |
| Vereinigte Staaten (RIAA)    | Gold                                                                   | 500.000   |
| Vereinigtes Königreich (BPI) | Gold                                                                   | 400.000   |
| Insgesamt                    | 7× Gold · 3× Platin ·                                                  | 1.260.000 |

### Perfect To Me
| Land/Region                  | Auszeichnungen für Musikverkäufe (Land/Region, Auszeichnung, Verkäufe) | Verkäufe |
| ---------------------------- | ---------------------------------------------------------------------- | -------- |
| Vereinigtes Königreich (BPI) | Gold                                                                   | 400.000  |
| Insgesamt                    | 1× Gold ·                                                              | 400.000  |

### Rewrite the Stars
| Land/Region                  | Auszeichnungen für Musikverkäufe (Land/Region, Auszeichnung, Verkäufe) | Verkäufe  |
| ---------------------------- | ---------------------------------------------------------------------- | --------- |
| Dänemark (IFPI)              | Gold                                                                   | 45.000    |
| Italien (FIMI)               | Gold                                                                   | 35.000    |
| Norwegen (IFPI)              | Platin                                                                 | 60.000    |
| Polen (ZPAV)                 | Gold                                                                   | 25.000    |
| Portugal (AFP)               | Platin                                                                 | 10.000    |
| Spanien (Promusicae)         | Gold                                                                   | 30.000    |
| Vereinigte Staaten (RIAA)    | Gold                                                                   | 500.000   |
| Vereinigtes Königreich (BPI) | Platin                                                                 | 600.000   |
| Insgesamt                    | 5× Gold · 3× Platin ·                                                  | 1.305.000 |

### Fuck, I’m Lonely
| Land/Region                  | Auszeichnungen für Musikverkäufe (Land/Region, Auszeichnung, Verkäufe) | Verkäufe  |
| ---------------------------- | ---------------------------------------------------------------------- | --------- |
| Australien (ARIA)            | 2× Platin                                                              | 140.000   |
| Neuseeland (RMNZ)            | Platin                                                                 | 30.000    |
| Vereinigte Staaten (RIAA)    | Gold                                                                   | 500.000   |
| Vereinigtes Königreich (BPI) | Gold                                                                   | 400.000   |
| Insgesamt                    | 2× Gold · 3× Platin ·                                                  | 1.070.000 |

### Birthday
| Land/Region                  | Auszeichnungen für Musikverkäufe (Land/Region, Auszeichnung, Verkäufe) | Verkäufe |
| ---------------------------- | ---------------------------------------------------------------------- | -------- |
| Vereinigtes Königreich (BPI) | Gold                                                                   | 400.000  |
| Insgesamt                    | 1× Gold ·                                                              | 400.000  |

### Times Like These
| Land/Region                  | Auszeichnungen für Musikverkäufe (Land/Region, Auszeichnung, Verkäufe) | Verkäufe |
| ---------------------------- | ---------------------------------------------------------------------- | -------- |
| Vereinigtes Königreich (BPI) | Silber                                                                 | 200.000  |
| Insgesamt                    | 1× Silber ·                                                            | 200.000  |

### Come Over
| Land/Region                  | Auszeichnungen für Musikverkäufe (Land/Region, Auszeichnung, Verkäufe) | Verkäufe |
| ---------------------------- | ---------------------------------------------------------------------- | -------- |
| Vereinigtes Königreich (BPI) | Gold                                                                   | 400.000  |
| Insgesamt                    | 1× Gold ·                                                              | 400.000  |

### Don’t Play
| Land/Region                  | Auszeichnungen für Musikverkäufe (Land/Region, Auszeichnung, Verkäufe) | Verkäufe |
| ---------------------------- | ---------------------------------------------------------------------- | -------- |
| Vereinigtes Königreich (BPI) | Platin                                                                 | 600.000  |
| Insgesamt                    | 1× Platin ·                                                            | 600.000  |

### Way Too Long
| Land/Region                  | Auszeichnungen für Musikverkäufe (Land/Region, Auszeichnung, Verkäufe) | Verkäufe |
| ---------------------------- | ---------------------------------------------------------------------- | -------- |
| Vereinigtes Königreich (BPI) | Silber                                                                 | 200.000  |
| Insgesamt                    | 1× Silber ·                                                            | 200.000  |

### Our Song
| Land/Region                  | Auszeichnungen für Musikverkäufe (Land/Region, Auszeichnung, Verkäufe) | Verkäufe |
| ---------------------------- | ---------------------------------------------------------------------- | -------- |
| Kanada (MC)                  | Platin                                                                 | 80.000   |
| Vereinigtes Königreich (BPI) | Platin                                                                 | 600.000  |
| Insgesamt                    | 2× Platin ·                                                            | 680.000  |

### Kiss My (Uh-Oh)
| Land/Region                  | Auszeichnungen für Musikverkäufe (Land/Region, Auszeichnung, Verkäufe) | Verkäufe |
| ---------------------------- | ---------------------------------------------------------------------- | -------- |
| Vereinigtes Königreich (BPI) | Platin                                                                 | 600.000  |
| Insgesamt                    | 1× Platin ·                                                            | 600.000  |

### Psycho
| Land/Region                  | Auszeichnungen für Musikverkäufe (Land/Region, Auszeichnung, Verkäufe) | Verkäufe |
| ---------------------------- | ---------------------------------------------------------------------- | -------- |
| Neuseeland (RMNZ)            | Gold                                                                   | 15.000   |
| Vereinigtes Königreich (BPI) | Platin                                                                 | 600.000  |
| Insgesamt                    | 1× Gold · 1× Platin ·                                                  | 615.000  |

### Baby Don’t Hurt Me
| Land/Region                  | Auszeichnungen für Musikverkäufe (Land/Region, Auszeichnung, Verkäufe) | Verkäufe  |
| ---------------------------- | ---------------------------------------------------------------------- | --------- |
| Australien (ARIA)            | Platin                                                                 | 70.000    |
| Dänemark (IFPI)              | Gold                                                                   | 45.000    |
| Deutschland (BVMI)           | Gold                                                                   | 300.000   |
| Frankreich (SNEP)            | Diamant                                                                | 333.333   |
| Griechenland (IFPI)          | Gold                                                                   | 10.000    |
| Italien (FIMI)               | 2× Platin                                                              | 200.000   |
| Kanada (MC)                  | 2× Platin                                                              | 160.000   |
| Österreich (IFPI)            | Platin                                                                 | 30.000    |
| Polen (ZPAV)                 | Platin                                                                 | 50.000    |
| Portugal (AFP)               | Platin                                                                 | 10.000    |
| Schweiz (IFPI)               | 3× Platin                                                              | 60.000    |
| Spanien (Promusicae)         | Platin                                                                 | 60.000    |
| Vereinigtes Königreich (BPI) | Platin                                                                 | 600.000   |
| Insgesamt                    | 3× Gold · 13× Platin · 1× Diamant ·                                    | 1.928.333 |

### Unhealthy
| Land/Region                  | Auszeichnungen für Musikverkäufe (Land/Region, Auszeichnung, Verkäufe) | Verkäufe |
| ---------------------------- | ---------------------------------------------------------------------- | -------- |
| Belgien (BRMA)               | Gold                                                                   | 20.000   |
| Dänemark (IFPI)              | Gold                                                                   | 45.000   |
| Niederlande (NVPI)           | Gold                                                                   | 40.000   |
| Polen (ZPAV)                 | Gold                                                                   | 25.000   |
| Vereinigtes Königreich (BPI) | Gold                                                                   | 400.000  |
| Insgesamt                    | 5× Gold ·                                                              | 530.000  |

### Cry Baby
| Land/Region                  | Auszeichnungen für Musikverkäufe (Land/Region, Auszeichnung, Verkäufe) | Verkäufe |
| ---------------------------- | ---------------------------------------------------------------------- | -------- |
| Vereinigtes Königreich (BPI) | Silber                                                                 | 200.000  |
| Insgesamt                    | 1× Silber ·                                                            | 200.000  |

## Auszeichnungen nach Musikstreamings

### 2002
| Land/Region     | Auszeichnungen für Musikverkäufe (Land/Region, Auszeichnung, Verkäufe) | Verkäufe    |
| --------------- | ---------------------------------------------------------------------- | ----------- |
| Japan (RIAJ)    | Platin                                                                 | 100.000.000 |
| Südkorea (KMCA) | 3× Platin                                                              | 300.000.000 |
| Insgesamt       | 3× Platin ·                                                            | 400.000.000 |

### Friends
| Land/Region  | Auszeichnungen für Musikverkäufe (Land/Region, Auszeichnung, Verkäufe) | Verkäufe   |
| ------------ | ---------------------------------------------------------------------- | ---------- |
| Japan (RIAJ) | Gold                                                                   | 50.000.000 |
| Insgesamt    | 1× Gold ·                                                              | 50.000.000 |

### Rockabye
| Land/Region  | Auszeichnungen für Musikverkäufe (Land/Region, Auszeichnung, Verkäufe) | Verkäufe   |
| ------------ | ---------------------------------------------------------------------- | ---------- |
| Japan (RIAJ) | Gold                                                                   | 50.000.000 |
| Insgesamt    | 1× Gold ·                                                              | 50.000.000 |

## Statistik und Quellen
| Land/RegionAuszeichnungen für Musikverkäufe (Land/Region, Auszeichnungen, Verkäufe, Quellen) | Silber     | Gold       | Platin         | Diamant     | Verkäufe   | Quellen              |
| -------------------------------------------------------------------------------------------- | ---------- | ---------- | -------------- | ----------- | ---------- | -------------------- |
| Australien (ARIA)                                                                            | —          | Gold1      | 25× Platin25   | —           | 1.785.000  | aria.com.au          |
| Belgien (BRMA)                                                                               | —          | 3× Gold3   | 4× Platin4     | —           | 185.000    | ultratop.be          |
| Dänemark (IFPI)                                                                              | —          | 5× Gold5   | 7× Platin7     | —           | 820.000    | ifpi.dk              |
| Deutschland (BVMI)                                                                           | —          | 2× Gold2   | 5× Platin5     | —           | 2.500.000  | musikindustrie.de    |
| Finnland (IFPI)                                                                              | —          | —          | Platin1        | —           | 20.000     | Einzelnachweise      |
| Frankreich (SNEP)                                                                            | —          | 4× Gold4   | —              | 3× Diamant3 | 1.216.665  | snepmusique.com      |
| Griechenland (IFPI)                                                                          | —          | Gold1      | —              | —           | 10.000     | Einzelnachweise      |
| Irland (IRMA)                                                                                | —          | —          | Platin1        | —           | 15.000     | Einzelnachweise      |
| Italien (FIMI)                                                                               | —          | 4× Gold4   | 11× Platin11   | —           | 760.000    | fimi.it              |
| Japan (RIAJ)                                                                                 | —          | 2× Gold2   | Platin1        | —           | —          | riaj.or.jp           |
| Kanada (MC)                                                                                  | —          | Gold1      | 28× Platin28   | —           | 2.280.000  | musiccanada.com      |
| Neuseeland (RMNZ)                                                                            | —          | 4× Gold4   | 16× Platin16   | —           | 495.000    | radioscope.co.nz NZ2 |
| Niederlande (NVPI)                                                                           | —          | 2× Gold2   | 8× Platin8     | —           | 700.000    | nvpi.nl              |
| Norwegen (IFPI)                                                                              | —          | Gold1      | 13× Platin13   | —           | 590.000    | ifpi.no              |
| Österreich (IFPI)                                                                            | —          | 2× Gold2   | 4× Platin4     | —           | 142.500    | ifpi.at              |
| Polen (ZPAV)                                                                                 | —          | 4× Gold4   | 10× Platin10   | 3× Diamant3 | 1.155.000  | olis.pl              |
| Portugal (AFP)                                                                               | —          | —          | 7× Platin7     | —           | 70.000     | Einzelnachweise      |
| Schweiz (IFPI)                                                                               | —          | Gold1      | 7× Platin7     | —           | 170.000    | hitparade.ch         |
| Singapur (RIAS)                                                                              | —          | —          | Platin1        | —           | 10.000     | Einzelnachweise      |
| Spanien (Promusicae)                                                                         | —          | Gold1      | 8× Platin8     | —           | 390.000    | elportaldemusica.es  |
| Südkorea (KMCA)                                                                              | —          | —          | 4× Platin4     | —           | 2.500.000  | circlechart.kr       |
| Taiwan (RIT)                                                                                 | —          | —          | 2× Platin2     | —           | 20.000     | Einzelnachweise      |
| Vereinigte Staaten (RIAA)                                                                    | —          | 4× Gold4   | 10× Platin10   | —           | 12.000.000 | riaa.com             |
| Vereinigtes Königreich (BPI)                                                                 | 9× Silber9 | 7× Gold7   | 21× Platin21   | —           | 17.060.000 | bpi.co.uk            |
| Insgesamt                                                                                    | 9× Silber9 | 49× Gold49 | 194× Platin194 | 6× Diamant6 |            |                      |